# 潭子區
潭子區，舊稱「潭仔墘」，前身「潭子鄉」，位於臺灣臺中市中部，北臨豐原區，東與南接北屯區，西鄰大雅區，西北鄰神岡區，全區人口約有10.9萬人。地處臺中盆地北側，氣候屬亞熱帶氣候，產業方面以農業與工業為主，特產有椪柑、紅柿、荔枝，是潭子科技產業園區（前身為臺中加工出口區）的所在地。

## 歷史

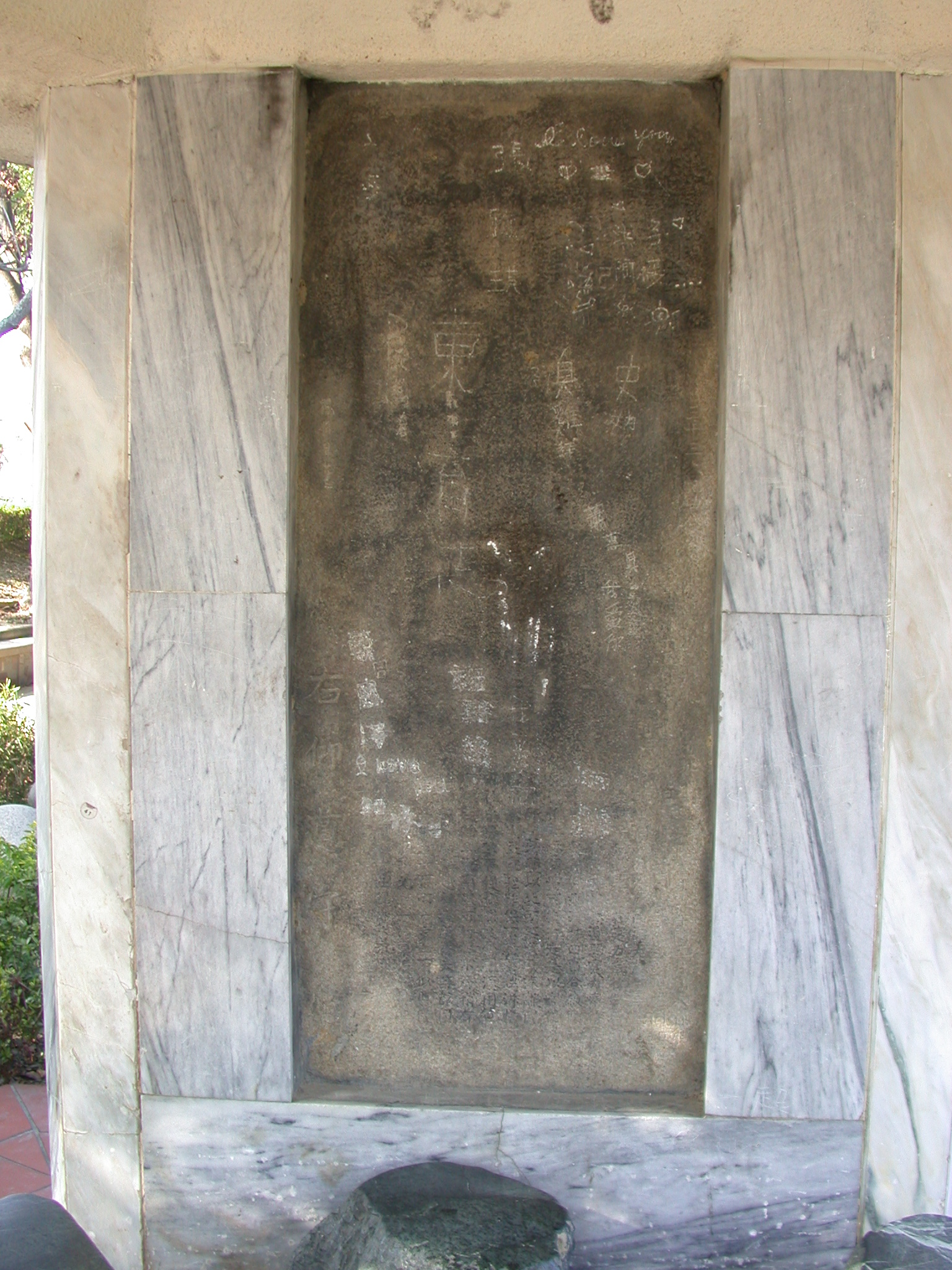
嚴禁北路理番弊端碑(阿里史社碑)（1771年）

潭子早期原屬於土著拍宰海族（Pazih）荒埔，亦即為平埔族阿里史社社域，後阿里史社與烏牛欄、翁仔社、岸裡大社互結姻親，以「岸裡大社」為中心形成二萬多人之同盟；清康熙末年始有漢人入墾。雍正年間，岸裡社通事張達京與土官潘墩仔協力著手規劃大規模開發番社以外之荒地，組成「六館業戶」，招來鄉人至此墾闢，其後與兄弟張達朝、張達標以「頭家厝」為中心，漸次增擴其地。至此墾闢鄉人集居於葫蘆墩附近而成聚落，但因習俗相異發生多次械鬥，漳州人移往本區、大雅、內埔(今后里)，泉州人遷居清水、梧棲一帶，客家人則往豐原、石岡、東勢避居。
初屬諸羅縣貓霧捒堡岸裡社阿河巴荒草埔地之一部分。雍正後，始分出彰化縣，劃為東、西堡，至乾隆中葉，又改為捒東上、下堡，以屬於貓霧捒東上堡轄區。清光緒十三年（1887年）臺灣設立為省，以台中地區為臺灣府附屬首縣，本區隸屬臺灣縣捒東上堡。
日治時代後，改設臺灣民政支部，旋以民政支部為臺中縣，下設辦務署，為臺中縣葫蘆墩辦務署捒東上堡管轄，明治34年（1901年）屬臺中廳捒東上堡葫蘆墩支廳「潭仔墘區」。大正9年（1920年），台灣實施州郡街庄制，改為臺中州豐原郡「潭子庄」。
1945年中華民國政府接收台灣後，改為臺中縣「潭子鄉」。1990年9月1日，原名瓦瑤村的福仁村因名稱不雅，由村民建議遂改為現名。2002年2月7日，頭家村（自福仁村以南範圍）在都市開發及鄰近臺中市北屯區之地利，人口已成長至三萬人以上，遂經臺中縣政府決議，依中山路、頭張路、大通街為界，劃分出頭家村、頭家東村、家福村、家興村等四村。2010年12月25日臺中縣市合併升格為直轄市後，改為臺中市「潭子區」。

## 人口
根據臺中市政府民政局統計，2024年底潭子區戶數約4萬戶，人口約10.9萬人。人口最多和最少的里為分別為東寶里和潭秀里，2024年底兩里人口分別為13,696人和1,426人；人口密度最高和最低的里分別為家興里和新田里，2024年底兩里人口密度分別為每平方公里54,381人和每平方公里317人。

## 政治

### 歷任首長
| 屆次 | 姓名   | 就任日期       | 卸任日期       | 備註 |
| ---- | ------ | -------------- | -------------- | ---- |
| 1    | 簡文祥 | 2010年12月25日 | 2014年12月24日 | 首任 |
| 2    | 劉振村 | 2014年12月25日 | 2018年1月31日  |      |
| 3    | 林宜賢 | 2018年1月31日  | 2018年4月30日  |      |
| 4    | 劉俊信 | 2018年4月30日  | 2019年2月12日  |      |
| 5    | 林國聲 | 2019年2月12日  | 2022年6月29日  | 退休 |
| 5    | 林勳爵 | 2022年6月29日  | 2023年3月1日   | 代理 |
| 6    | 劉汶軒 | 2023年3月1日   | 現任           |      |

### 區政組織
潭子區公所是臺中市政府在潭子區的派出機關，在中華民國政府架構中為市政府綜理區政的執行機關，上級業務監督機關為臺中市政府。区长由市長任命，其任期為無任期保障。在區長及主任秘書之下，設有5課4室等9個內部單位。潭子區公所原址位於中山路，後於2018年9月遷至位於豐興路的潭子行政園區的潭子聯合辦公大樓。

### 行政區
現今潭子區行政範圍的確立，來自於1920年，日本將臺灣十二廳改為五州二廳，設潭子庄屬臺中州豐原郡:81。潭子庄轄潭子、瓦磘子、頭家厝、甘蔗崙、東員寶、大埔厝、校栗林、茄荎角、聚興等9個大字:61。1946年1月，改為「潭子鄉」，屬臺中縣豐原區:85。1950年，裁撤區署，潭子鄉改直隸於臺中縣。2010年12月25日，臺中縣市合併改制為直轄市，潭子鄉改制為市轄區「潭子區」，隸屬臺中市。
潭子區共轄16里，其行政區域分布情形為：
| 潭子區行政區劃 |          |      |        |      |        |      |        |
|                |          |      |        |      |        |      |        |
| 編號           | 里名     | 編號 | 里名   | 編號 | 里名   | 編號 | 里名   |
| 1              | 頭家東里 | 2    | 家興里 | 3    | 家福里 | 4    | 頭家   |
| 5              | 福仁里   | 6    | 聚興里 | 7    | 新田   | 8    | 潭陽里 |
| 9              | 潭北里   | 10   | 嘉仁里 | 11   | 栗林里 | 12   | 潭秀里 |
| 13             | 甘蔗里   | 14   | 東寶里 | 15   | 大豐里 | 16   | 大富里 |

### 其他政府機構
- 臺灣臺中地方法院：公證處、豐原簡易庭、行政訴訟庭
- 臺中市政府警察局：總局新址（潭子行政園區內）、大雅分局（頭家派出所、潭北派出所、潭子分駐所）
- 臺中市政府衛生局潭子衛生所
- 臺中市政府建設局：養護工程處（潭子行政園區內）

### 選舉
潭子區與大雅區、神岡區及后里區劃分為臺中市第三選舉區，現任立委是楊瓊瓔。

## 金融工商業
- 臺灣銀行潭子分行
- 合作金庫銀行潭子分行
- 彰化銀行潭子分行
- 兆豐銀行潭子分行
- 臺灣中小企業銀行潭子分行
- 台中銀行潭子分行
- 國泰世華銀行潭子分行

- 潭子科技產業園區

## 教育

### 大專院校
- 大漢技術學院台中分部潭子校區

### 高級中等學校
- 臺中市私立常春藤高級中學
- 臺中市私立弘文高級中學
- 臺中市私立大明高級中學潭子藝術校區

### 國民中學

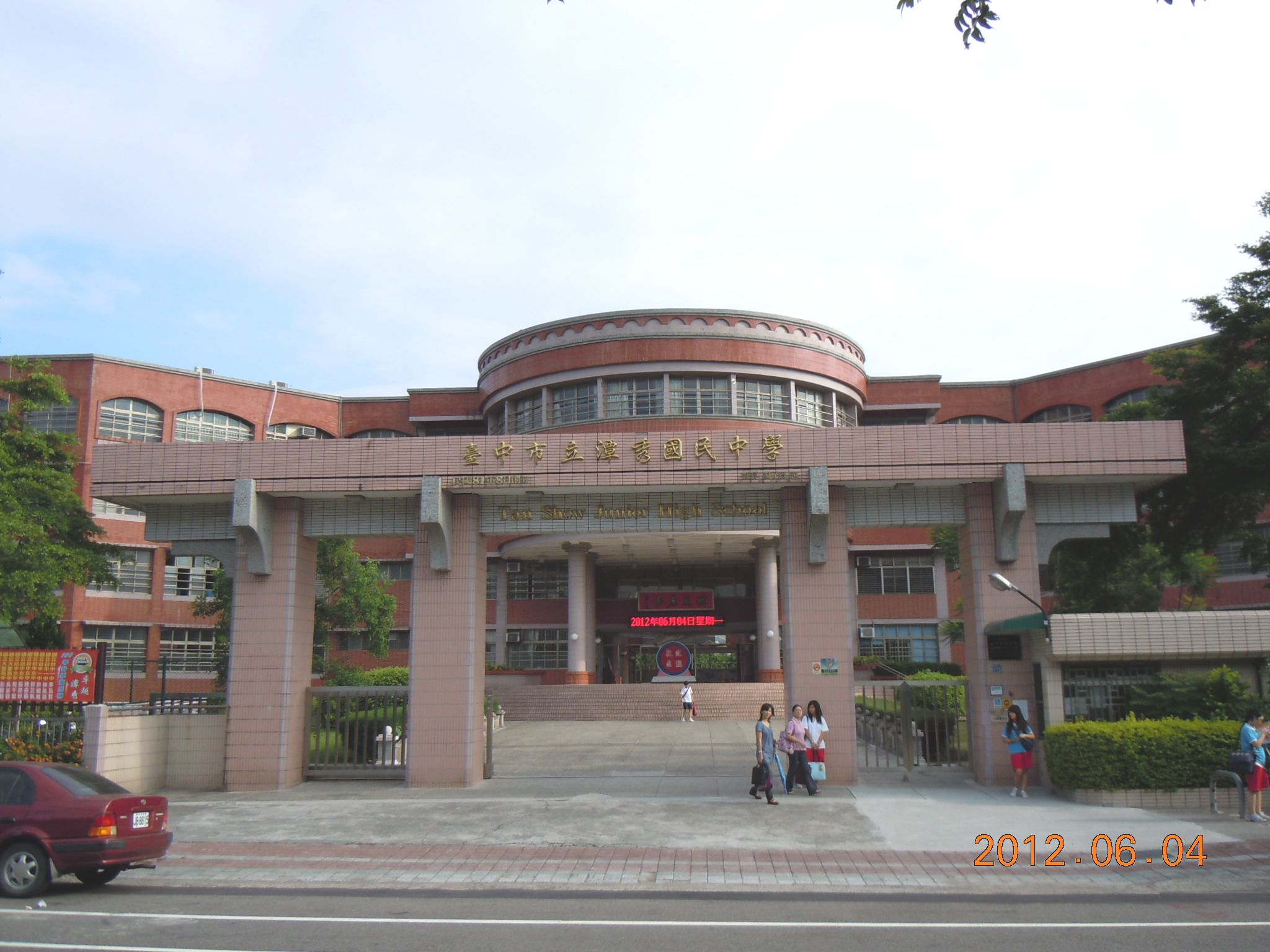
潭秀國中

- 臺中市立潭子國民中學
- 臺中市立潭秀國民中學

### 國民小學
- 臺中市潭子區潭子國民小學
- 臺中市潭子區新興國民小學
- 臺中市潭子區頭家國民小學
- 臺中市潭子區東寶國民小學
- 臺中市潭子區僑忠國民小學
- 臺中市潭子區潭陽國民小學
- 臺中市私立華盛頓國民小學

### 實驗學校
- 洛克威爾藝術實驗教育學校

## 醫療院所
- 慈濟醫療財團法人臺中慈濟綜合醫院

## 交通

### 軌道運輸
臺灣鐵路
- 臺中線：栗林車站 – 潭子車站 – 頭家厝車站

 台中捷運
- █ 崇德豐原線（規劃中）

### 公路
國道
- 國道四號台中環線
  - 26 潭子潭子交流道
  - 28 潭子系統潭子系統交流道

省道
- 台74線快官霧峰線（平面道路為環中路、環中東路）
  - 18 潭子潭子交流道
  - 20 潭子系統潭子系統交流道
- 台3線：中山路：豐原區-北屯區

主要道路
- 中山路二段：潭子主要街區之一。
- 福林路三段
- 勝利路：潭子主要街區。
- 雅潭路一段：往來大雅區主要道路。
- 潭富路
- 潭興路
- 崇德路五段：通往神岡區主要道路。

次要道路
- 甘水路二段
- 圓通南路
- 潭子街二段
- 豐興路：通往豐原區鐮村里主要道路。

一般道路
- 旱溪東、西路
- 頭張路一段～二段

### 公車客運
- 本表更新時間為2025年7月18日

| 路線號碼 | 經營業者                   | 營運區間                                     | 備註                                                                                              |
| 12       | 台中客運 豐原客運 全航客運 | 明德高中－豐原高中                           | 豐原高中端點為豐原鎮清宮                                                                          |
| 14       | 台中客運                   | 干城站－昌平路－舊庄                         | 部分班次延駛南清宮 經三和國小、社口                                                               |
| 14副     | 台中客運                   | 干城站－大雅－神岡區公所                     | 部分班次延駛大圳厚生路口 經大富路                                                                 |
| 20       | 中台灣客運                 | 臺中車站－潭子車站（東站）                   | 台中車站端點為干城站 經太原車站、中臺科技大學、潭子聯合辦公大樓                                   |
| 58       | 全航客運                   | 崇德幹線（大慶活動中心－潭子勝利公園）       | 潭子端點為甘蔗里活動中心 直行崇德路，不行經大豐路、大富路                                         |
| 58副     | 全航客運                   | 大慶活動中心－潭子勝利公園                   | 經大豐路、大富路                                                                                  |
| 58區2    | 全航客運                   | 明德高中（明德街）→潭子勝利公園              | 單向行駛，往潭子勝利運動公園方向 例假日及寒暑假停駛，已經停駛了                                   |
| 63       | 豐原客運 統聯客運          | 豐原轉運中心－臺中榮總                       | 不經社口                                                                                          |
| 65       | 全航客運                   | 南區公所－潭雅神綠園道                       | 部分班次繞駛四張犁 經頭張路                                                                       |
| 65延     | 全航客運                   | 南區公所－潭雅神綠園道－大富路98巷口         |                                                                                                   |
| 66       | 台中客運                   | 大坑圓環線（慈濟醫院－大坑－慈濟醫院）       | 左環先抵聖壽宮，右環先抵中興巷                                                                    |
| 72       | 台中客運                   | 仁友停車場－慈濟醫院                         | 經嶺東科技大學、惠文高中、科博館、民俗公園、葳格高中                                              |
| 74       | 中鹿客運                   | 環中太平線（太平－新烏日車站－嶺東科技大學） | 太平端點為太平國小，嶺東科技大學端點為仁友停車場 經朝馬、74快速道路、國軍臺中總醫院、勤益科技大學 |
| 77       | 統聯客運                   | 中科管理局－慈濟醫院                         | 經統聯轉運站、科博館、五權國中、松竹市場                                                          |
| 123      | 中鹿客運                   | 慈濟醫院－梧棲觀光漁港                       | 經港區藝術中心                                                                                    |
| 202      | 豐原客運                   | 豐富公園－豐原                               | 經樹德路                                                                                          |
| 203      | 豐原客運                   | 豐富公園－豐原                               | 經新田                                                                                            |
| 700      | 中台灣客運                 | 豐原－綠空鐵道(復興東路)                     | 經臺中車站                                                                                        |
| 700跳    | 台中客運 全航客運          | 明德高中－豐原高中                           | 為崇德橘幹線 僅平日尖峰時段行駛，例假日及寒暑假停駛 僅停靠現今12路重點站位                        |
| 900      | 豐原客運                   | 豐原高中－光明國中                           | 僅平日尖峰時段行駛，例假日及寒暑假停駛 僅停靠現今55路及901路重點站位                              |
| 901      | 台中客運                   | 豐原－明德高中                               | 豐原端點為豐東北陽二街口 經豐原區豐東路                                                           |
| 901副    | 台中客運                   | 豐原－明德高中                               | 經豐原區豐原大道四段                                                                              |
| 920      | 中台灣客運                 | 八方國際夜市－育賢環中東/西路                | 八方國際夜市端點為臺豐社區，育賢環中東/西路口端點為育賢建和路口 經太原車站、潭子車站、慈濟醫院    |
| 921      | 中鹿客運                   | 豐原轉運中心－軍功松竹路口                   | 經豐勢路、大豐路、栗林車站、豐興路                                                                |
| 956      | 中台灣客運                 | 豐原轉運中心－光華高工                       | 經栗林車站、潭子科技產業園區、崇德環中路口、國軍臺中總醫院、勤益科技大學                          |
| 958      | 統聯客運                   | 豐原轉運中心－台中車站                       | 經74快速道路                                                                                      |

小黃公車
臺中市小黃公車是由臺中市政府交通局推動的公車系統之一，於2017年4月1日啟用，路線皆採固定時間發車且免費搭乘，乘車需於前一天預約，預約人數較多時則安排多輛計程車以提供載客服務，當中僅無臺中市市區公車行駛、停靠之路段可隨招隨停，以擴大公共運輸服務範圍至年長者、行動不便、偏遠地區、攜帶大型行李的民眾。行經潭子區的小黃公車路線有黃10路（雅潭民族路口至潭子車站）等1條，提供東寶、大富、甘蔗、潭秀、潭陽等5個里的居民搭乘。

### 公共自行車
臺中市公共自行車租賃系統（iBike）是臺中市政府推動的公共自行車租賃系統，2013年6月開始規劃建置，2014年7月18日開始營運，2017年5月16日使用次數突破一千萬人次，潭子區已於2017年1月20日正式引進YouBike1.0系統，並於2021年4月24日引進YouBike2.0系統，2023年6月28日全面停止營運YouBike1.0系統，改為僅營運YouBike2.0系統。資料截至2024年12月31日，YouBike2.0系統已於潭子區設有38個站點，並可甲地租車、乙地還車，提供民眾租借使用。

## 旅遊
宗教

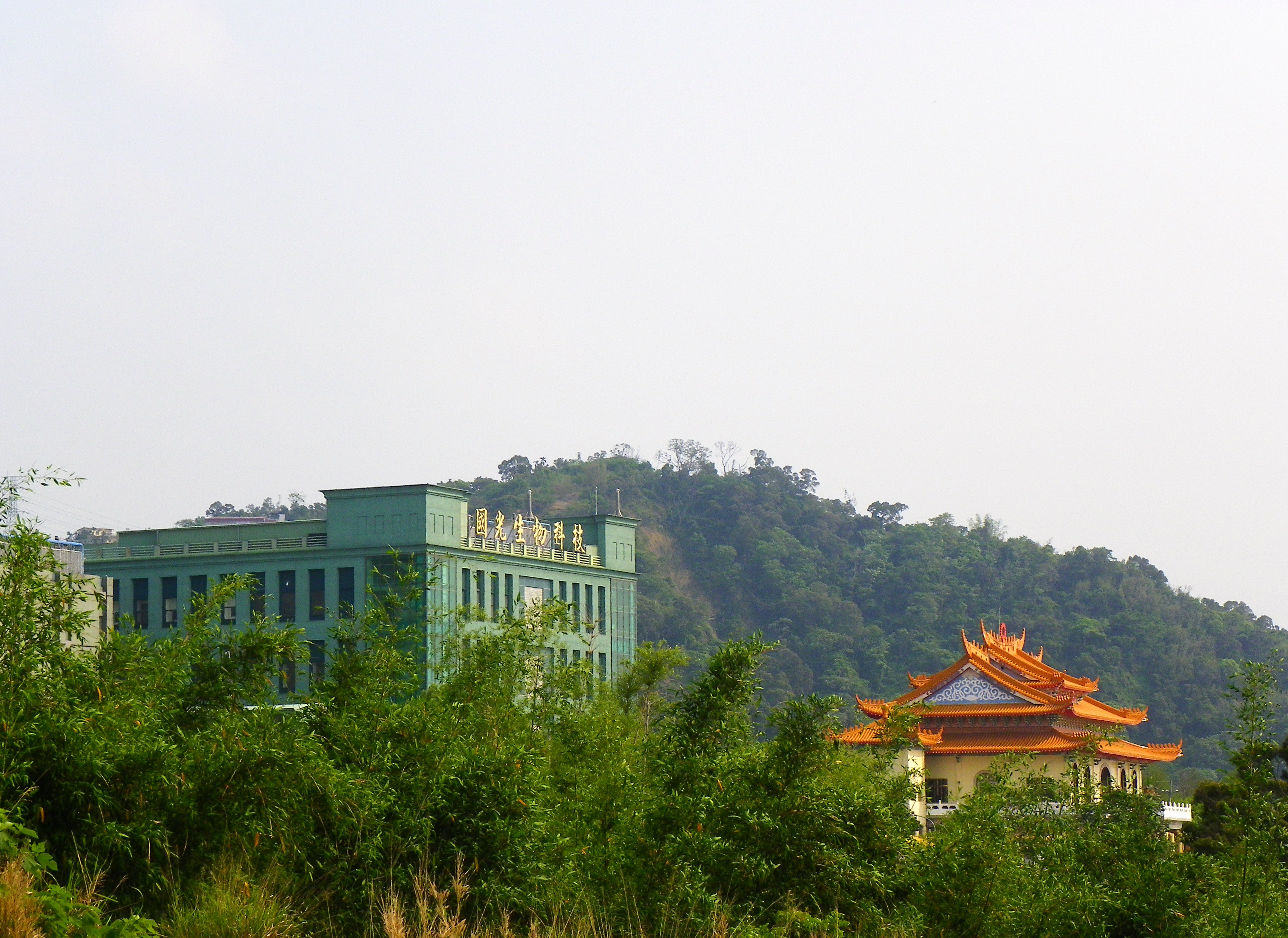
潭子區聚興里的國光生物科技（左）與道觀中樞院（右）

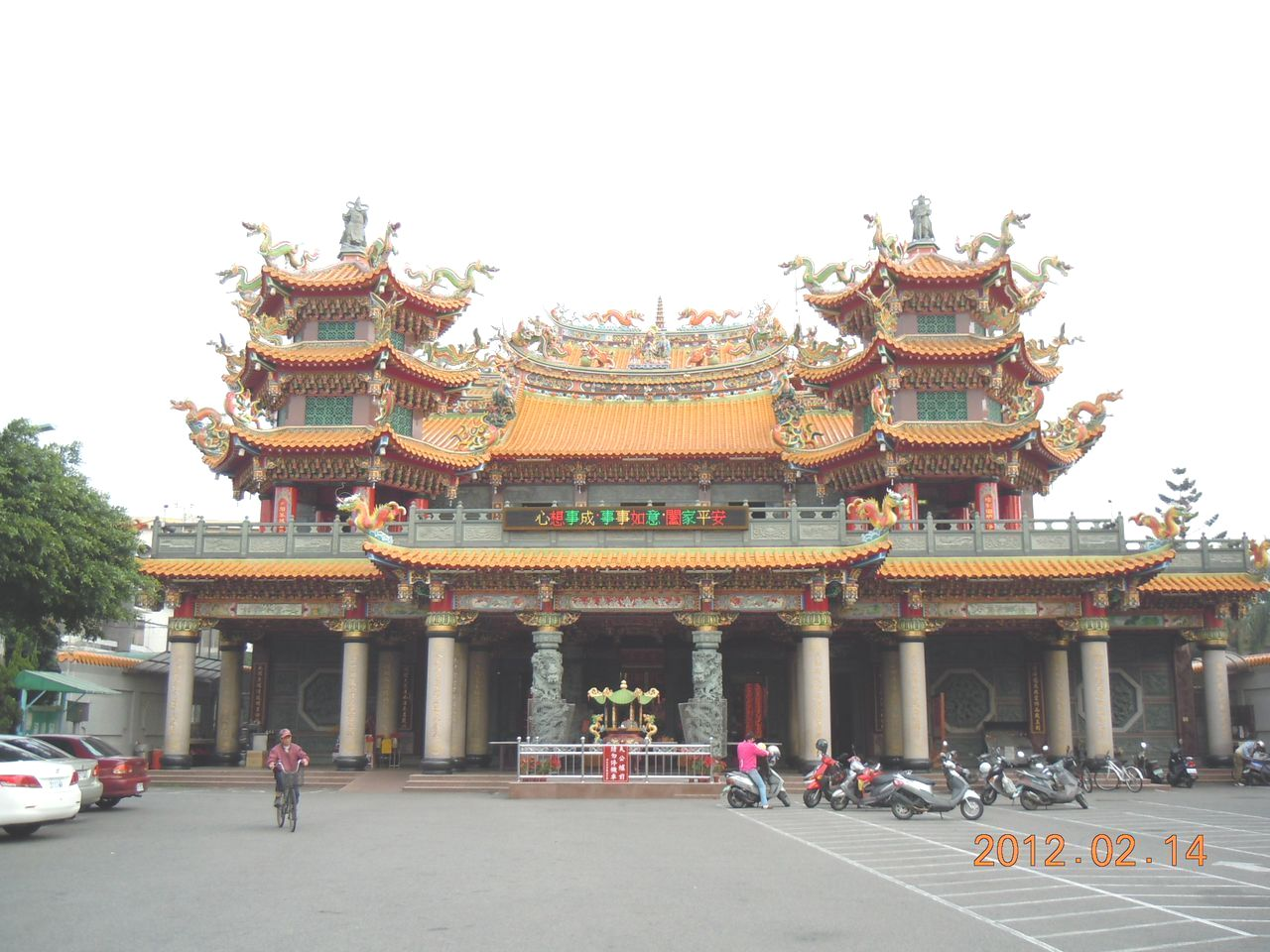
潭水亭觀音媽廟

- 潭水亭觀音媽廟－在每年農曆六月十九日，是潭子墘文化季活動開羅，並結合潭水亭觀音媽得道日的盛大慶典，加上荔枝與竹筍大餐，可說是潭子一大盛事。
- 保安寺
- 得天宮
- 廣福宮
- 潭子將軍廟
- 大豐土地公廟（雙株榕樹）

文化
- 潭子農會穀倉
- 摘星山莊（市定古蹟，潭子林宅）
- 紅門樓

自然景點
- 潭雅神自行車道
- 風動石登山步道
- 新田登山步道
- 石牌公園（含阿里史社碑）
- 潭子運動公園
- 福仁里環保公園
- 頭家公園
- 栗林公園
- 小西湖生態景觀區
- 風動石觀光休閒農莊
- 新田香草花園農場
- 大豐社區有機環保農園
- 大木塊休閒農場
- 天馬行空休閒農莊

農特名產

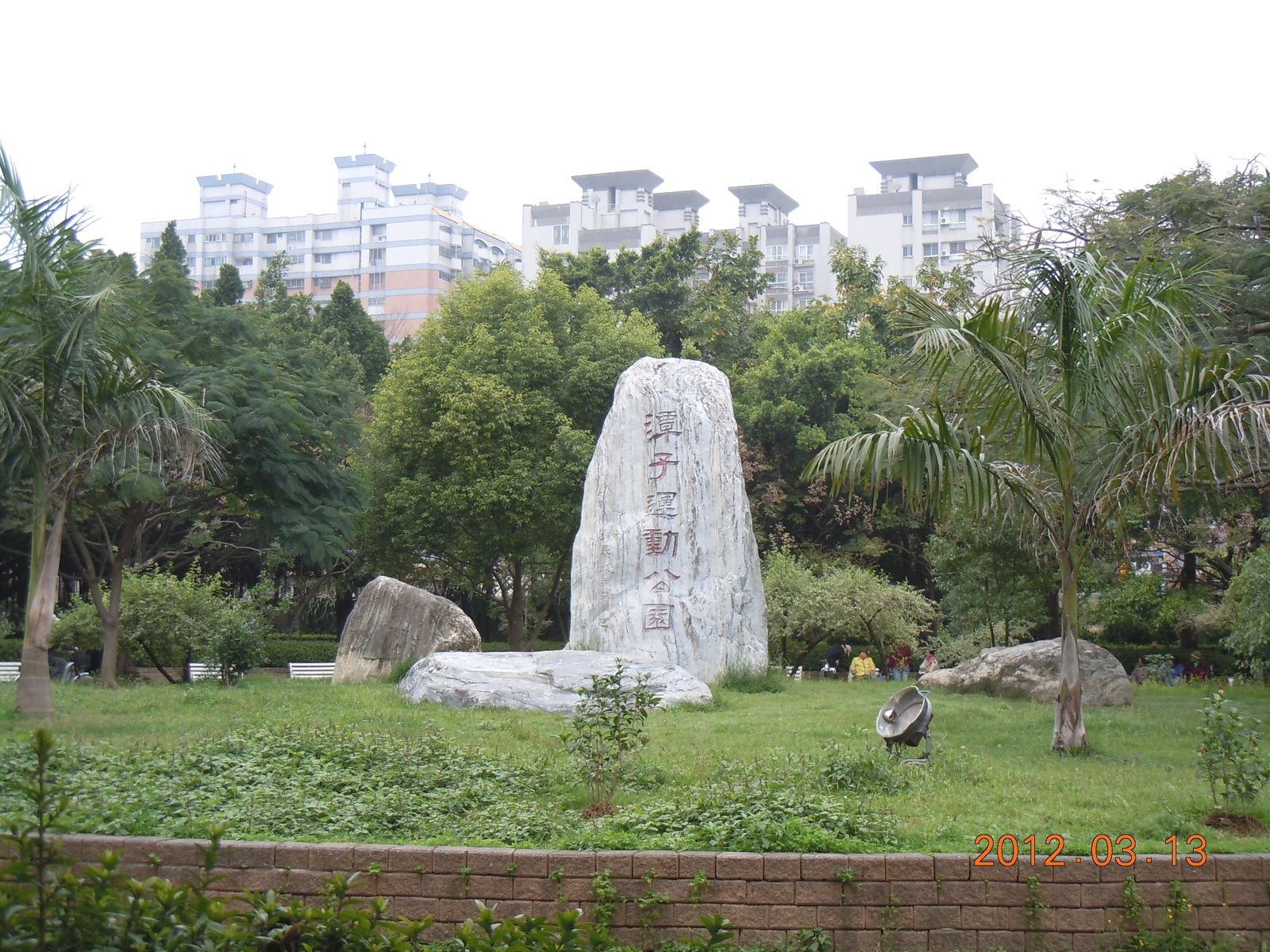
潭子運動公園

潭子除了工業以外，仍保有豐富的農產品，夏季在聚興、新田里的山坡有清脆的綠竹筍；還有冬季潭子的椪柑甜美多汁。頭家里更有獨特的黑葉荔枝，皮薄子小，果肉豐腴。林家古厝前的荔枝老樹，據說是黑葉荔枝從福建引進臺灣的始祖。
- 田媽媽欣燦珍珠包：由民國90年（2001年）傑出婦女獎得主羅美蘭研發，以米漿、珍珠米、瘦肉和當地盛產的竹筍製成，為農委會輔導的田媽媽品牌之一[19]。
- 筆柿[20]
- 烏葉荔枝
- 新田綠竹筍
- 椪柑[21]
- 海芋花卉
- 馬鈴薯[22]

## 大型公共建設
- 鐵道綠廊潭心計畫：納入前瞻基礎建設計畫（已啟用）
- 潭子聚興產業園區（整地中）

## 外部連結
- 臺中市政府潭子區公所 （页面存档备份，存于）